# Дханвар
Дханвар (Dhanwar) або Раї (Rai) — індо-арійська мова, поширена в Непалі та Індії (штаті Сіккім). Ця мова відмінна від тибето-бірманської мови раї, якою розмовляє народ раї монголоїдної раси. Число носіїв 53 229.